# Romboid (magazin)
A Romboid irodalmi és művészi kommunikációs folyóirat. A Szlovák Írószövetség anyagi támogatásával és állami forrásokból biztosítja az Art Támogatási Alap. Jelenleg évente tízszer jelenik meg. A magazint 1966-ban alapították, és Lac Novomeský Romboid versgyűjteményéről nevezték el.

Miroslav Válek és Stanislav Šmatlák alapította, akik túl fiatalok voltak ahhoz, hogy a Slovenské pohledyben megjelenjenek, és túl öregek, hogy a Mladá tvorbában megjelenjenek. A folyóirat elsősorban írók és irodalomkritikusok számára készült. Az 1970-es évek második felében olyan kritikusok, mint Mikula Valér és Peter Zajac jelentek meg a magazinban. Fontos írók, mint például Pavel Vilikovský, Mila Haugová és Ivan Štrpka is publikáltak a folyóiratban. 2010-től  2015-ig Radoslav Passia vezette a magazint, 2016 és 2017 között Stanislava Reparová volt a főszerkesztő.

## A magazinszerkesztők listája
- Miroslav Válek (1966–1967)
- Alexander Matuška (1968–1970)
- Ján Beňo (1971–1972)
- Ondrej Grieš (1973–1976)
- Marián Kováčik (1976–1995)
- Pavel Vilikovský (1995–1996)
- Igor Hochel (1996–1999)
- Ivan Štrpka (2000–2010)
- Radoslav Passia (2010–2015)[2]
- Stanislava Reparová (2016–2017)
- Jaroslav Vlnka (2017–2018)
- Igor Hochel (2019–)

## Fordítás
- Ez a szócikk részben vagy egészben  a   Romboid (časopis) című szlovák Wikipédia-szócikk ezen változatának fordításán alapul.  Az eredeti cikk szerkesztőit annak laptörténete sorolja fel. Ez a jelzés csupán a megfogalmazás eredetét és a szerzői jogokat jelzi, nem szolgál a cikkben szereplő információk forrásmegjelöléseként.